# Beatrice Luzzi
Beatrice Luzzi (Roma, 14 novembre 1970) è un'attrice e autrice televisiva italiana.

## Biografia
Diplomatasi al liceo classico "Terenzio Mamiani" di Roma, vi ha qui cominciato l'attività teatrale. Si è laureata con lode in scienze politiche alla Sapienza con una tesi sulla prospettiva di genere nell'aiuto allo sviluppo per trascorrere due anni a Bruxelles in uno stage presso la Direzione generale per gli aiuti umanitari della Commissione Europea.
Tornata in Italia ha iniziato a lavorare sia come autrice in Rai (da 'RadioUnoJazz' a Viva la radio! con Lino Banfi al TG Ragazzi all'interno di Solletico) che come attrice in vari spot pubblicitari come quello del San Paolo di Torino con Vittorio e Alessandro Gassmann e quello della Fiat Multipla con Michael Schumacher. Il successo è arrivato con la partecipazione alla soap opera di Canale 5 Vivere dove ha interpretato, dal 1999 al 2001, il ruolo di Eva Bonelli. All'esperienza di Vivere fanno seguito la partecipazione come co-protagonista nelle serie Giorni da Leone e Sospetti, la conduzione di Linea verde e l'attività di opinionista in vari talk come La vita in diretta e L'Italia sul 2. 
A teatro ha collaborato con Nando Dalla Chiesa per lo spettacolo Poliziotta per amore, grazie al quale vince il Premio Giancarlo Siani nel 2007, e Aldo Cazzullo per l'adattamento del suo libro Le donne erediteranno la terra.  
Dopo alcuni anni passati a lavorare dietro le quinte come adattatrice di testi per il quiz di Rai 1 L'eredità, è tornata davanti alle telecamere dall'11 settembre 2023 al 25 marzo 2024 quando ha partecipato come concorrente alla diciassettesima edizione del Grande Fratello, in onda su Canale 5 con la conduzione di Alfonso Signorini. Nel reality, il 26 febbraio 2024, è diventata la prima finalista, vincendo la sfida al televoto per entrare in finale con il 60% dei voti su 4 concorrenti e al termine del reality si è classificata al secondo posto con il 45% dei voti; detiene il record di candidature (111) e televoti superati al primo posto (19) di tutta la storia del reality. Nell'edizione successiva del reality, in onda dal 16 settembre 2024, ricopre il ruolo di opinionista insieme a Cesara Buonamici.

## Vita privata
Legata ad Alessandro Cisilin dal 2007 al 2019, è madre di due figli. Nell'estate del 2004 ha avuto un flirt con l'attore Gerard Butler.

## Impegno politico e sociale
Dal 2007 collabora con l'associazione Libera per la quale, nello stesso anno, ha diretto il documentario Italia Nostra Cosa. Nel 2008 ha diretto il documentario per CittadinanzAttiva Trent'anni di diritti a tinte forti e, dal 2010 al 2013, ha collaborato con Federculture, prima come coordinatrice del Comitato per le orchestre e i cori giovanili e infantili e poi come responsabile audiovisivo e organizzatrice della presentazione alla Camera dei deputati Una strategia per la Cultura, una strategia per il Paese. Sempre nel 2013, infine, ha diretto il video Veneto Cantiere Cultura con il patrocinio della Regione Veneto.

## Filmografia

### Cinema
- Travolti dal destino (Swept Away), regia di Guy Ritchie (2002)
- L'apocalisse delle scimmie, regia di Romano Scavolini (2005)
- 80 voglia di te, regia di Silvia Monga Andrea Vialardi (2015)
- Dreams - Il calore dei sogni, regia di Silvia Monga Andrea Mazza (2020)

### Televisione
- Vivere – soap opera (1999-2001)
- Giorni da Leone, regia di Francesco Barilli – miniserie TV (2002)
- Il maresciallo Rocca – serie TV, episodio 4x05 (2003)
- Don Matteo – serie TV, episodio 4x17 (2004)
- Sospetti – serie TV (2005)
- Call center – serie TV (2005)
- Giorni da Leone 2, regia di Francesco Barilli – miniserie TV (2006)
- Provaci ancora prof! – serie TV, episodio 3x06 (2008)
- Medici miei – serie TV (2009)
- Tutti per Bruno – serie TV, episodio 1x06 (2010)
- I Cesaroni – serie TV (2012)
- Rex – serie TV, episodio 5x02 (2013)
- L'allieva – serie TV, episodio 1x05 (2016)
- Solo per amore 2 - Destini incrociati – serie TV, episodi 2x01, 2x02, 2x03 (2017)
- Un posto al sole – soap opera (2017)

### Spot pubblicitari
- Sottilette Kraft, regia di Jean-Paul Rappeneau (1997)
- Istituto bancario San Paolo, con Vittorio e Alessandro Gassmann (1997)
- Fiat Multipla, con Michael Schumacher (1998)
- Kinder Ferrero (1998)

## Teatro
- Più giallo di così..., scritto e diretto da Seàn-Patrick Lovett (1985)
- È soltanto una questione di tempo, scritto e diretto da Seàn-Patrick Lovett (1985)
- Terra e poeti, scritto e diretto da Beatrice Luzzi (2000)
- Luce sull'aldilà, scritto e diretto da Beatrice Luzzi (2001)
- Il canto delle sirene, scritto e diretto da Edoardo Siravo (2001)
- La bisbetica domata, di William Shakespeare, con Nathalie Caldonazzo, adattamento e regia di Alessandro Capone (2002)
- Le lettere di Miguel. I desaparecidos dell'Argentina, di Beatrice Luzzi (2004-2006)
- Sex in the City, di Luca Biglione, con Silvia Rocca e Beppe Convertini, regia di Fabio Crisafi (2006)[9]
- Squali - Una storia vera, un sogno, da un'idea di Alberto Luca Recchi, di Duccio Forzano e Paola Conte, con Alberto Luca Recchi, Giulia Ottonello e Carlo Ragone, regia di Duccio Forzano (2007)[10]
- Poliziotta per amore, di Nando dalla Chiesa, regia di Claudio Boccaccini (2007-2010)
- Coniugi, di Eric Assous, con Roberto D'Alessandro, regia di Giancarlo Fares (2017)
- Le donne erediteranno la Terra, scritto e interpretato da Aldo Cazzullo, regia di Beatrice Luzzi (2017-2018)

## Programmi televisivi
- TG Ragazzi (Rai 1, 1998-1999) - autrice
- Linea verde (Rai 1, 2002-2003)
- La moda oltre i confini della Terra (Rai 1, 2003)
- Un giorno speciale (Rai 1, 2003-2004)
- L'Italia sul 2 (Rai 2, 2004-2006) - opinionista
- Guida al Verde (Alice, 2005-2006)
- GAP - Generazioni alla prova (Rai 3, 2007-2008) - inviata
- Dillo a Lorena (Rai 2, 2010-2011) - opinionista
- A ruota libera (Rai Scuola, 2011) - autrice
- L'eredità (Rai 1, 2017-2023) - collaboratrice ai testi
- Grande Fratello (Canale 5, dal 2023) - concorrente (2023-2024); opinionista (dal 2024)
- Pomeriggio Cinque (Canale 5, dal 2024) - opinionista
- Alessandro Borghese - Celebrity Chef (TV8, 2025) - concorrente

## Radio
- Viva la Radio! (Rai Radio 2, 1996) - autrice
- Stasera a Via Asiago 10 (Rai Radio 2, 1997) - autrice

## Opere
- Mi è nata una famiglia, Morellini, 2011, ISBN 9788862981736.

## Riconoscimenti
- 1997 – Telegatto per Autori Televisivi
- 1999 – Telegatto per Interpretazione
- 2007 – Premio Giancarlo Siani
- 2008 – Premio Il Paese delle Donne
- 2010 – Premio Rocco Chinnici
- 2017 – Premio Giuseppe Moscati